# マカゾレ・マピンピ
マカゾレ・マピンピ（Makazole Mapimpi、1990年7月26日 - ）は、ユナイテッド・ラグビー・チャンピオンシップ、シャークスに所属するラグビーユニオン選手。

## プロフィール
- 南アフリカ共和国・ムダンタン出身。
- ポジションはウィング(WTB)、センター(CTB)。
- 身長 187cm、体重 90kg[1]
- 南アフリカ代表キャップは35（2022年12月現在）でラグビーワールドカップ2019の南アフリカ代表に選ばれた[2]。
- バーバリアンズに選ばれたことがある[3]。

## 略歴
ボーダー・ブルドッグス、フリーステイト・チーターズ、キングス、チーターズを経て、2018年、シャークスに加入。
2020年、NTTドコモレッドハリケーンズ(現・NTTドコモレッドハリケーンズ大阪)に加入。
2021年3月6日にジャパンラグビートップリーグ第3節リコーブラックラムズ戦に先発出場で日本での公式戦初出場を果たす。同年5月、シャークスに復帰。

## 受賞歴
- ワールドラグビー男子15人制ドリームチーム:2021年[8]